# Perleberger Viehversicherung

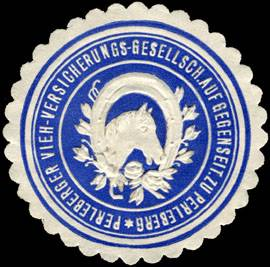
Siegelmarke der Perleberger Vieh-Versicherungs-Gesellschaft

Die Perleberger Viehversicherung war ein deutsches Versicherungsunternehmen für Viehversicherungen, welches von 1887 bis 1932 bestand. Die Versicherung war insbesondere auf dem Gebiet der Schlachtvieh- und Pferdeversicherung tätig.

## Geschichte

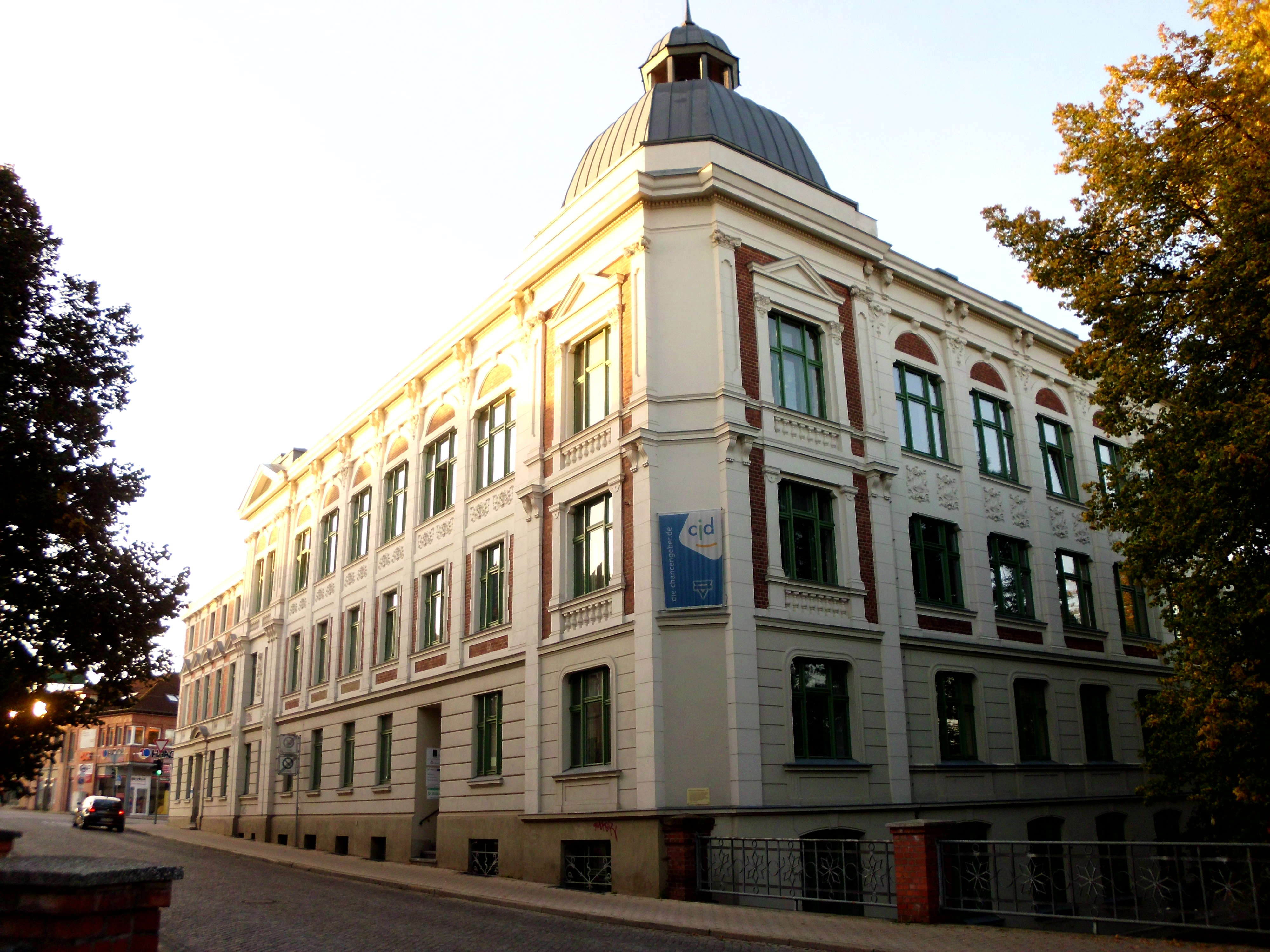
Verwaltungsgebäude in der Bäckerstraße 20, Perleberg

Das Unternehmen wurde 1887 als „Perleberger Vieh-Versicherungs-Gesellschaft“ mit Sitz in der Bäckerstraße 20 in Perleberg gegründet. Mitgründer waren unter anderem Konrad Gans zu Putlitz und Robert Zeisig (1853–1906), welcher auch Versicherungsdirektor des Unternehmens war. Am 4. Juli 1911 erfolgte die Umwandlung in die Aktiengesellschaft „Perleberger Versicherungs-AG“.
Sie war bis mindestens 1916 die einzige Aktiengesellschaft für Viehversicherungen und eine der größten Spartenversicherungen im Deutschen Reich. Im gleichen Jahr waren 1,12 Millionen Tiere versichert und die Versicherungssumme betrug 477,76 Millionen ℳ, dies entspricht nach heutiger Kaufkraft 1,746 Milliarden €.
Am 10. April 1929 wurde der Sitz von Perleberg nach Berlin verlegt. Auf der Generalversammlung vom 30. April 1930 wurde die Umfirmierung zu „Viehversicherungs-AG zu Berlin“ und die Übertragung des Versicherungsgeschäftes auf die Veritas Viehversicherungsgesellschaft sowie die Liquidation der Gesellschaft beschlossen, die zu 1932 vollzogen wurde.